# Luciano Aquino
Luciano Aquino (* 26. Januar 1985 in Mississauga, Ontario) ist ein italo-kanadischer Eishockeyspieler, der zuletzt bis 2016 für den EC Red Bull Salzburg in der Österreichischen Eishockey-Liga spielte. Sein Bruder Anthony ist ebenfalls Eishockeyspieler.

## Karriere
Aquino spielte von 2000 bis 2003 in der Ontario Provincial Junior Hockey League (OPJHL) und kam auf 100 Einsätze, wobei er 69 Tore und 80 Assists erzielte. Während dieser Zeit war er 2001 von den Oshawa Generals in der 8. Runde der OHL Priority Selection als insgesamt 142. Spieler gedraftet worden, spielte aber nie für diesen Klub. Anschließend spielte er für die University of Maine in der National Collegiate Athletic Association (NCAA) und gewann mit der Mannschaft die Hockey East Championship. Von 2004 bis 2009 spielte er in verschiedenen nordamerikanischen Ligen und wurde beim NHL Entry Draft 2005 von den New York Islanders ausgewählt, für deren Farmteam Bridgeport Sound Tigers er in der American Hockey League (AHL) spielte. Weiters erreichte er 2006 mit Brampton Battalion die Conference Semifinals der Ontario Hockey League (OHL) und gewann 2008 die International Hockey League (IHL)-Meisterschaft mit den Fort Wayne Komets. 
In der Saison 2008/09 kam er nach Europa und spielte bis 2011 in der italienischen Serie A mit den Clubs Asiago und Valpellice. Er erreichte 80 Tore und 121 Assists bei 112 Einsätzen. 2011 unterschrieb er bei Ingolstadt aus der Deutschen Liga (DEL) einen Einjahresvertrag, nachdem er sich bei einem zweiwöchigen Probetraining gegen Jeff LoVecchio durchgesetzt hatte. Nach diesem Jahr unterzeichnete er beim österreichischen Verein Dornbirn, wo er in den beiden Folgesaisonen zu den stärksten Spielern der Liga zählte. Er empfahl sich damit für die schwedische Svenska Hockeyligan (SHL) und spielte für Färjestad, war jedoch mit den Bedingungen unzufrieden und bat daher um Auflösung seines Vertrags. Anschließend kehrte er bis Ende der Saison 2014/15 zu Dornbirn zurück.
Für 2015/16 wurde er von Salzburg unter Vertrag genommen und gewann mit den Red Bulls den Österreichischen Meistertitel und den Titel der Erste Bank Eishockey Liga.

### International
Nach seiner Einbürgerung nach Italien absolvierte er in der Spielzeit 2010/11 fünf Länderspiele für Italien.

## Erfolge
- 2004: NCAA Hockey East Champion mit der University of Maine
- 2008: IHL Champion mit Fort Wayne Komets und IHL Rookie of the Year
- 2010: Meiste Punkte der Italienischen Liga
- 2013: Meiste Punkte und Meiste Assists der Österreichischen Liga
- 2016: Österreichischer Meister mit EC Red Bull Salzburg und Gewinner der Erste Bank Eishockey Liga